# Odontocolon atripes
Odontocolon atripes är en stekelart som först beskrevs av Sievert Allen Rohwer 1913.  Odontocolon atripes ingår i släktet Odontocolon och familjen brokparasitsteklar. Inga underarter finns listade i Catalogue of Life.